# Гури, Элис
Элис Гури (алб. Elis Guri, болг. Елис Гури; род. 6 июля 1983, Шкодер) — албанский и болгарский борец греко-римского стиля, чемпион мира 2011 года, двукратный бронзовый призёр чемпионатов Европы, участник двух летних Олимпийских игр.

## Спортивная биография
Заниматься борьбой Элис начал в раннем детстве под руководством своего отца Иляза — многократного чемпиона Албании по греко-римской борьбе. На крупных международных молодёжных соревнованиях Гури стал выступать с 2002 года. В 2003 году Элис принял участие во взрослом чемпионате мира, но стал там лишь 37-м. Пробовал Гури отобраться и на летние Олимпийские игры 2004 года, но проиграл в квалификационном турнире. Впервые пробиться в десятку сильнейших албанцу удалось в 2007 году, когда он стал 7-м на мировом первенстве в Баку. Этот результат также принёс Гури олимпийскую лицензию для участия в Играх в Пекине. В апреле 2008 года Элис завоевал свою первую значимую награду, завоевав бронзу чемпионата Европы.
На летних Олимпийских играх 2008 года Гури выступил в соревнованиях в категории до 96 кг. В первом же раунде Гури сенсационно победил действующего олимпийского чемпиона египтянина Карама Габера. В четвертьфинале Элис в упорной борьбе уступил будущему финалисту немцу Мирко Энглиху и отправился в утешительный раунд. В полуфинале турнира за бронзу Гури проиграл южнокорейскому борцу Хан Тэ Ёну и занял итоговое 8-е место.
После окончания Игр Гури принял решение переехать в Болгарию, чтобы там иметь больше возможностей для повышения своего мастерства. Из-за смены гражданства Элис на протяжении двух лет не мог участвовать в международных соревнованиях. Под флагом Болгарии Гури стал официально выступать с 2011 года и сразу добился больших успехов. За один год Элис смог стать бронзовым призёром чемпионата Европы, а затем выиграл и мировое первенство, одолев в финале шведа Джимми Лидберга.
В 2012 году Гури выступил на своих вторых летних Олимпийских играх. Как и четыре года назад Элис боролся в категории до 96 кг. Вновь Гури смог добраться до четвертьфинала, но там он уступил Тимофею Дейниченко. Поскольку белорус проиграл уже в следующем поединке, Элис не получил право на участие в турнире за бронзовую медаль. По итогам соревнований болгарин занял высокое 7-е место. После завершения Игр Гури приостановил свою спортивную карьеру.
На борцовский ковёр Гури вернулся в 2015 году. В сентябре того же года Элис принял участие в чемпионате мира в Лас-Вегасе. Продемонстрировав по ходу первенства высокое мастерство болгарский борец смог дойти до полуфинала, где проиграл олимпийскому чемпиону иранцу Гасему Резаи. В поединке за бронзовую медаль Гури уступил россиянину Исламу Магомедову и занял 5-е место. Войдя по итогам чемпионата в 6-ку сильнейших Элис принёс сборной Болгарии олимпийскую лицензию для участия в Играх 2016 года.